# Sony Ericsson Xperia X2
A Sony Ericsson Xperia X2 egy 2010-es csúcskategóriás Sony Ericsson-okostelefon, mely a nem túl sikeres előd, a Sony Ericsson Xperia X1-es áttervezett utódja volt.

## Hardver
Apróbb módosításokon kívül a telefon szinte teljesen megegyezik elődjével. Kijelzője 3.2 hüvelyk képátlójú rezisztív érintőképernyő, melyet karcolásálló borítással láttak el. Előlapi kamerával, fényérzékelővel és közelségmérővel is ellátták az előlapot, amelynek alján fizikai gombok is találhatóak, középen egy touchpad-jellegű többirányú vezérlővel (az elődhöz képest némiképp áttervezve). Emellett egy érintőceruzát is mellékeltek a képernyő kezeléséhez. A készülékház műanyagból illetve szálcsiszolt alumíniumból készült. Kamerája 8 megapixeles, vakuval ellátott autofókuszos, videókat VGA-minőségben képes rögzíteni. Szétcsúsztatva a telefont egy teljes értékű QWERTY-billentyűzet jelenik meg, mely fémből készült. A telefon lelke is ugyanaz maradt, mint az elődé: processzora egy 528 MHz-es Qualcomm MSM7200-as, 256 MB RAM-mal és 512 MB ROM-mal, mely utóbbi microSDHC-kártyával bővíthető. Fekete és ezüst színben készült.

## Szoftver
Az Xperia X2 alatt már a Windows Mobile 6.5.1-es verziója található, viszont sajnos ez sem gyorsabb, mint az elődben. A kezdőképernyők közötti választás ezúttal is a rendszer fő eleme, közéjük bekerült egy Xperia Service is, amely folyamatos online terméktámogatást biztosít. A Windows Mobile gyári szoftverei mellett egy YouTube-kliens, a Boingo Mobile, a PlayNow és a SlideView kerültek fel, az üzeneteket és az e-maileket pedig az Outlook kezeli.
A szoftver gyengeségeit a Sony Ericsson két frissítéssel igyekezett kiküszöbölni. A 6.5.2-es Windows Mobile-frissítés után lehetőséggé vált a videotelefonálás, a gyors GPS-pozicionálás, valamint számtalan kisebb hibát javítottak. A második, 6.5.3-ra frissítő javítás is tartalmazott néhány újdonságot, de a szoftvertámogatást ezután befejezték.